# Christina Sawaya
Christina Sawaya (arab. كريستين صوايا, ur. 16 sierpnia 1980) – królowa piękności z Libanu oraz zwyciężczyni Miss International z 2002 r.